# Lucq-de-Béarn
Lucq-de-Béarn település Franciaországban, Pyrénées-Atlantiques megyében. Lakosainak száma 926 fő (2022. január 1.). Lucq-de-Béarn Cardesse, Lagor, Lahourcade, Lay-Lamidou, Ledeuix, Monein, Ogenne-Camptort, Poey-d’Oloron, Préchacq-Navarrenx, Saucède, Verdets és Vielleségure községekkel határos.

## Népesség
A település népességének változása:
| Lakosok száma | 970  | 951  | 962  | 934  | 927  | 919  | 921  | 924  | 926  |
|               | 2013 | 2015 | 2016 | 2017 | 2018 | 2019 | 2020 | 2021 | 2022 |